# 藠头
藠头，又名薤、蓼蕎、藠头、蕎頭、蕗藠、薙頭，为五辛之一。分布在柬埔寨、越南、日本、台灣、美国、老挝以及中国大陆的长江流域和以南各省区等地，生长于海拔700米至2,700米的地区。目前已人工引种栽培，並常製作為醃菜，是越南新年时食品之一。

## 名稱

### 台灣
台灣稱之為「蕗蕎」（台語白話字：lō͘-giō/lō͘-kiō）、「藠頭」（「藠」），阿美族稱之為「蔥」，族語稱為「lakiu」（從日語或台語引入）:96。

### 中國大陆
在昆明话裡把醃過後，半透明的薤稱為藠頭（音『叫』），是當地特色醃菜之一；
福建闽南语亦称为蕗荞。

### 日本
稱之為「辣韭」（羅馬化：Rakkyo），漢字也寫作「良京」。

## 形态
藠头为多年生宿根草本植物，一般作二年生栽培，基生叶数枚，半圆柱状线形，有不明显3-5棱，中空，葉鞘抱合成假莖，基部形成粗的鱗莖。鳞茎狭卵形，外觀初看似小型蒜頭（大蒜），故名小蒜，剖開來環形結構似洋葱，呈白色，是主要的食用部分。秋季九至十月抽花莖，伞状花序顶生，花小呈紫紅色。

## 產地
原产中国，《漢書·龔逐傳》就有记载。目前中国南方諸省都有种植，北方人较少食藠头。江西省新建縣生米镇被中華人民共和国农业部命名「中国藠头之乡」。
台灣的蕗蕎來源有兩種講法，一為原住民移民時傳來；另一說為漢人自中國大陸傳入。現為零星種植，其中栽植較大規模者包括雲林縣古坑鄉、嘉義縣阿里山鄉、臺南市白河區，以及花蓮縣壽豐鄉月眉村與光復鄉等阿美族部落，多在原住民部落才見得到:96。
《黄帝内经·素问》有“五菜为充”语，王冰注：“谓葵、藿、薤、葱、韭也。”《灵枢经·五味》又说：“葵甘，韭酸，藿咸，薤苦，葱辛。”

## 歷史
中国古代最著名的輓歌《薤露》，起源於漢代，至少沿唱至唐代。
僅四句：「薤上露，何易晞，露晞明朝更復落，人死一去何時歸？」

## 食用方法

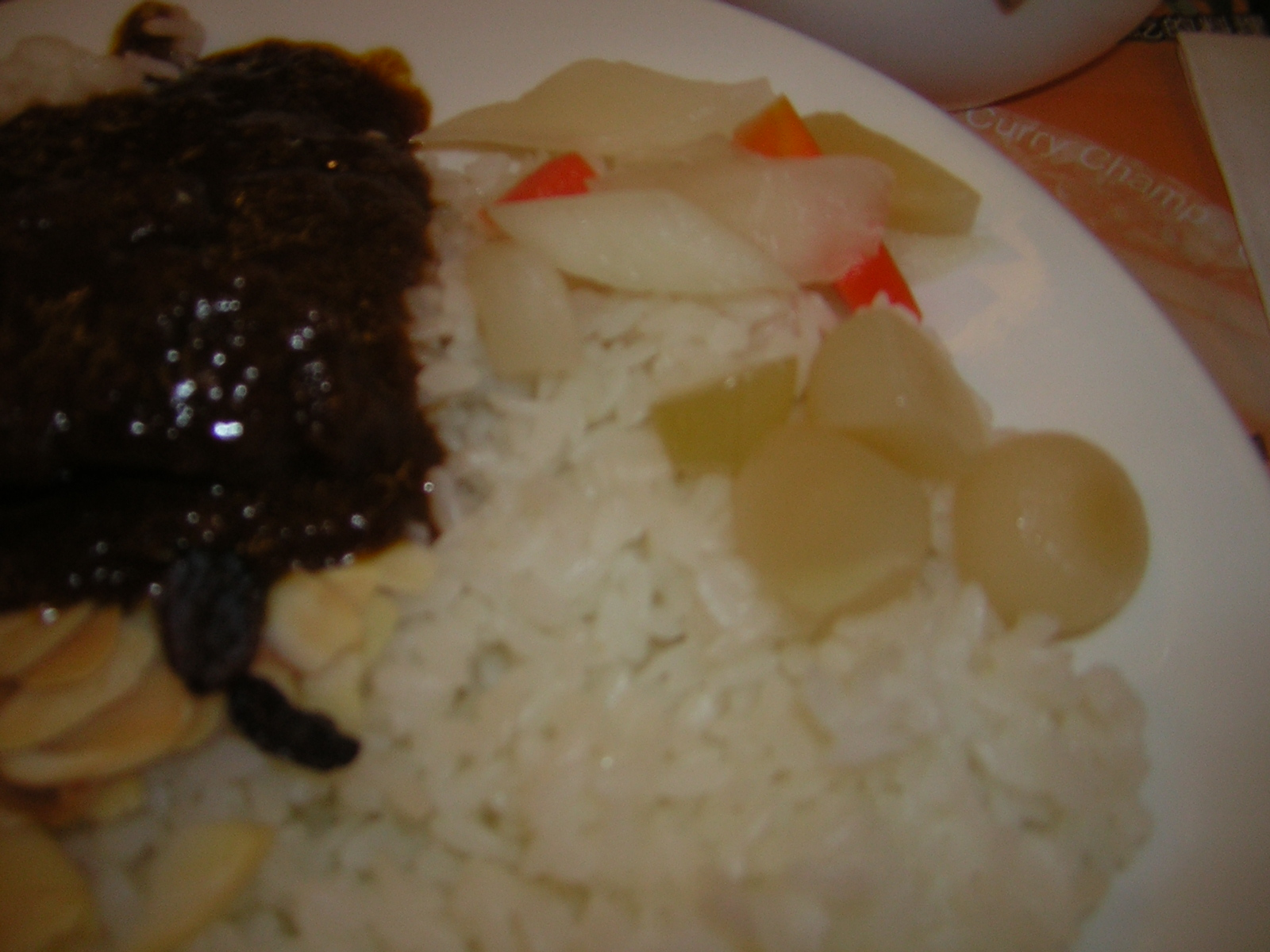
日式咖哩中的醃薤白泡菜(右邊球形者)

華人地區以鹽漬、醋漬鱗莖作為清脆口感的醃菜為多；亦可炒食。
源於日式的料理方法則包括：生蕗藠切片涼拌、日式炸物（沾粉去炸）、蕗藠炒麵、清炒、蕗藠炒蛋、蕗藠炒豬肉、什錦蕗藠煎餅、雞肉芙蓉蕗藠蛋、海帶拌蕗藠、蕗藠海鮮義大利麵、蕗藠滑菇等等。

## 中醫學藥效

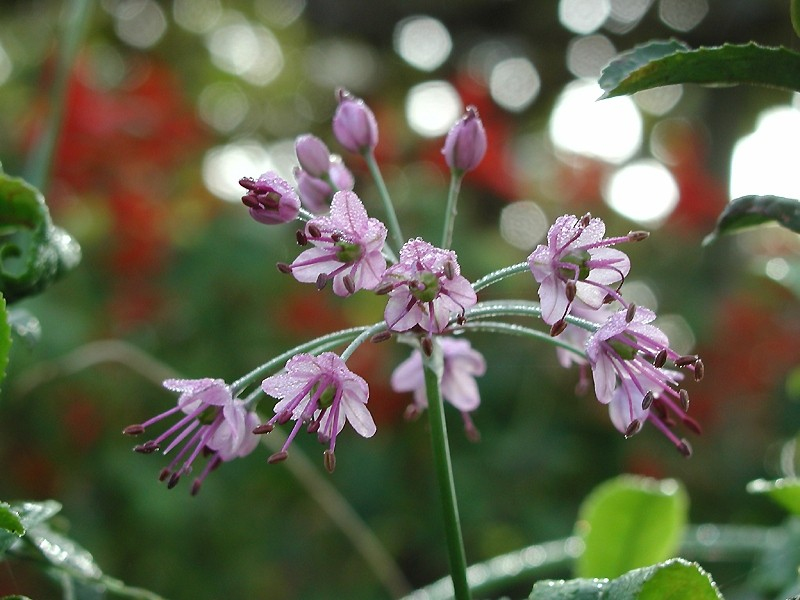
花

藥用部位同食用部位，採白色鱗莖，稱為薤白。然而在中國大陸又稱另一種近緣植物小根蒜為「薤白」，也做同樣用途，易生混淆。

### 性味與歸經
味辛、苦，性溫。入肺、胃、大腸等經。

### 功效
功能行氣止痛、理氣寬胸、通陽散結；以上能溫通胸陽而散陰寒之結，治療胸痹而痛、喘促等證；以下能通滯行氣，治療下痢腹痛等證。
治胸痹代表方為栝蔞薤白白酒湯、栝蔞薤白半夏湯與枳实薤白桂枝汤，出典於《傷寒雜病論桂林古本》卷十五「辨胸痹病脈證並治」篇，以及後世本《金匱要略》「胸痹心痛短氣病脈證治第九」篇。

## 采矿学
《酉陽雜俎》卷十六有探礦原理：“山上有蔥，下有銀；山上有薤，下有金；山上有薑，下有銅錫；山上有寶玉，木旁枝皆下垂。”比十八世紀德國的採礦化學家约翰·弗里德里希·漢克爾在《含鉛植物》中記載早了九個世紀。

## 延伸阅读
[在维基数据编辑]
 《欽定古今圖書集成·博物彙編·草木典·薤部》，出自陈梦雷《古今圖書集成》
 《植物名實圖考·薤》，出自吳其濬《植物名實圖考》

## 外部連結
- 薤白 （页面存档备份，存于） 藥用植物圖像數據庫 (香港浸會大學中醫藥學院) （中文）（英文）
- 薤白 中藥材圖像數據庫  (香港浸會大學中醫藥學院) （中文）（英文）
- 薤白 （页面存档备份，存于） 藥用植物圖像數據庫 (香港浸會大學中醫藥學院) （中文）（英文）
- 枳實 中藥材圖像數據庫  (香港浸會大學中醫藥學院) （中文）（英文）
- 枳實薤白桂枝湯 （页面存档备份，存于） 中藥方劑像數據庫  (香港浸會大學中醫藥學院) （中文）（英文）